# Neuer Jungfernstieg

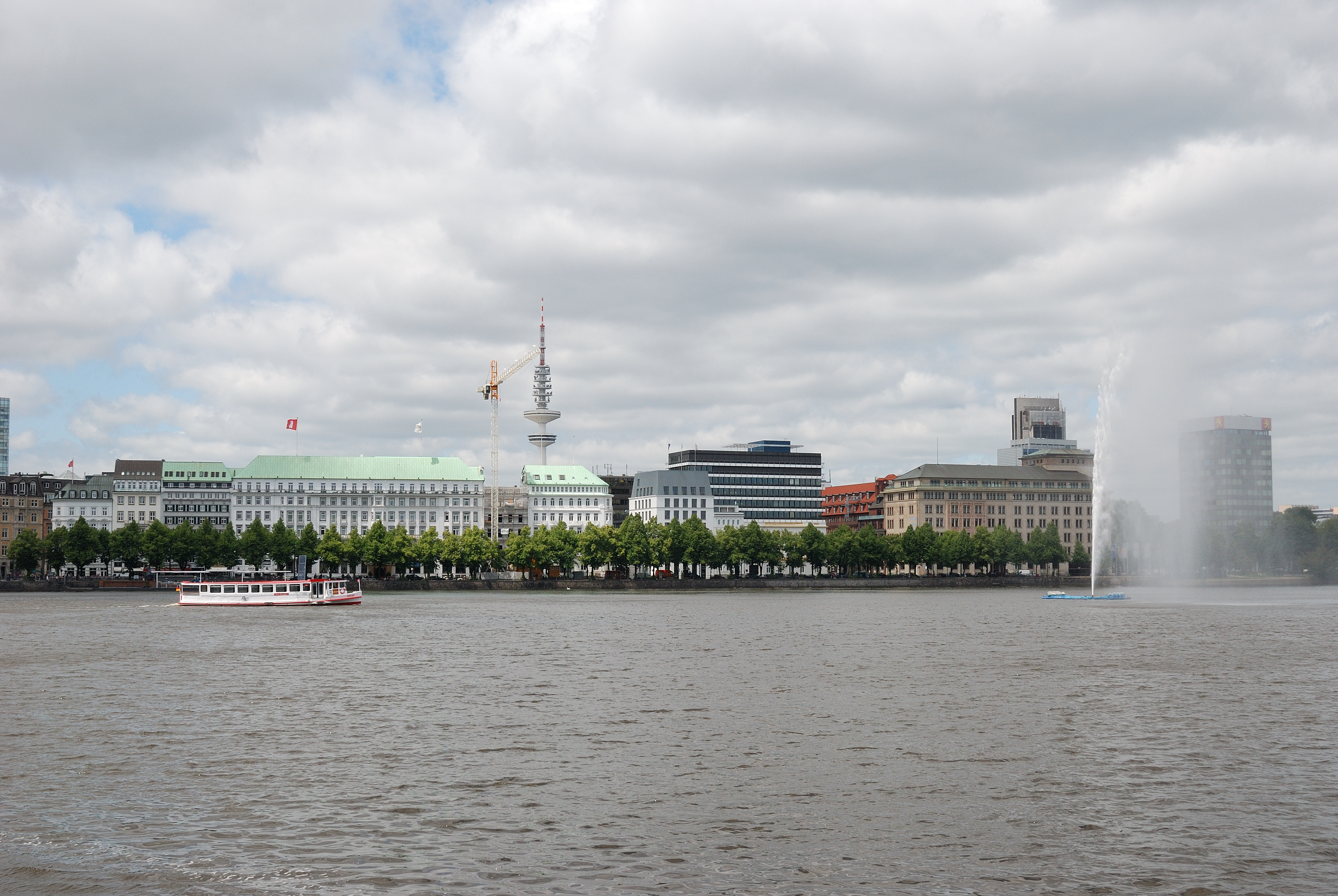
Neuer Jungfernstieg vom Ballindamm. Von Colonnaden (links) bis Esplanade/Finnlandhaus. Im Hintergrund Heinrich-Hertz-Turm und das Radisson Blu Hotel Hamburg.

Der Neue Jungfernstieg ist eine rund 500 Meter lange Straße im Hamburger Stadtteil Neustadt. Sie verläuft am Westufer der Binnenalster von der Ecke Jungfernstieg / Colonnaden bis zur Ecke Esplanade / Lombardsbrücke, unterquert dann die Verbindungsbahn und endet an der Kreuzung Alsterglacis / Kennedybrücke. Das kurze Teilstück nördlich der Eisenbahnbrücke liegt bereits im Stadtteil Rotherbaum. Auf ihrer Ostseite weist die Straße eine als Allee gestaltete Uferpromenade auf. Das markanteste Gebäude an der Straße ist das Hotel Vier Jahreszeiten.

## Geschichte

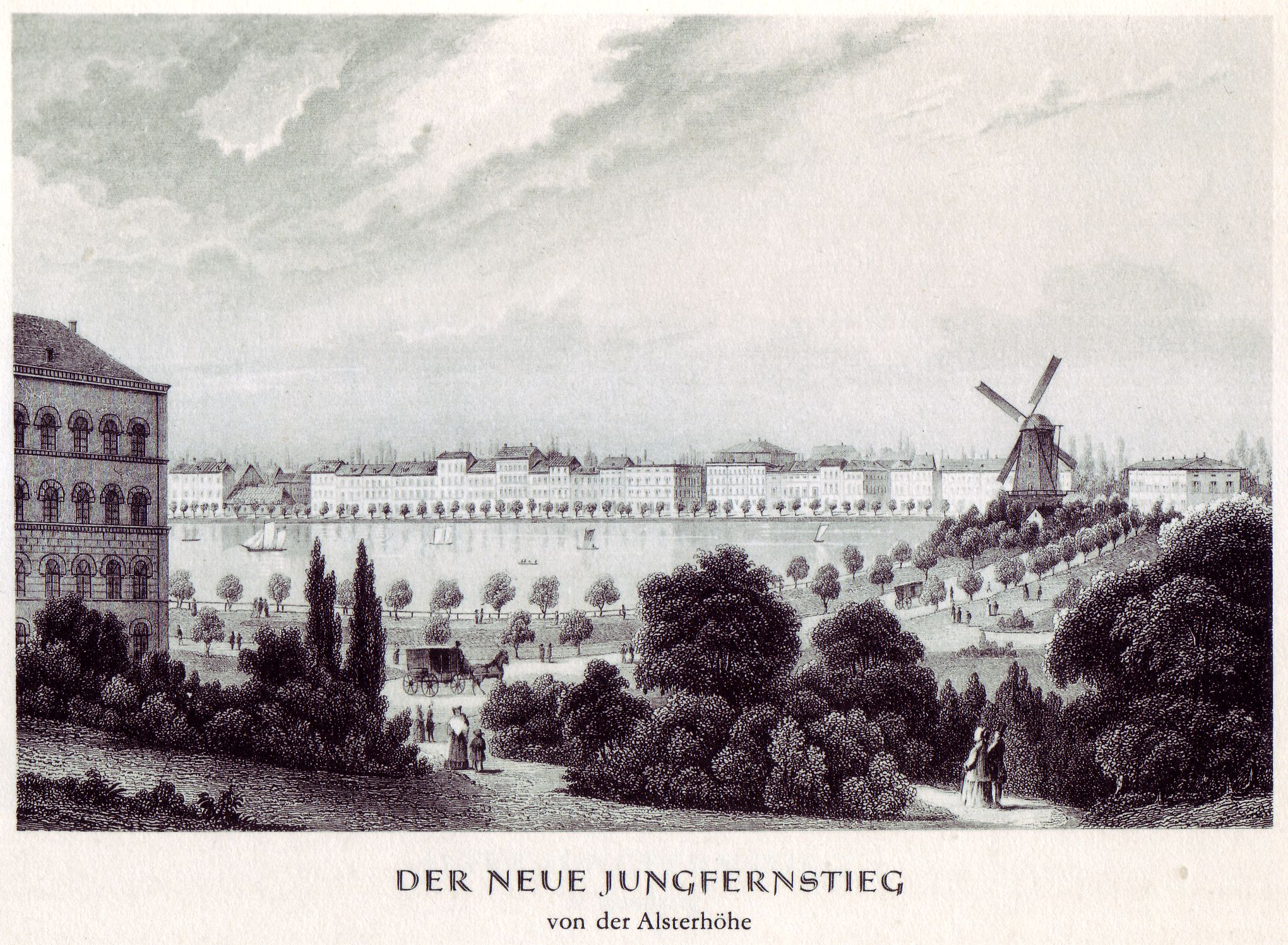
Neuer Jungfernstieg um 1850, Ansicht von der Alsterhöhe (heute Kunsthalle), die Windmühle steht an der Lombardsbrücke

Vor dem Bau der neuen größeren Stadtbefestigung im 17. Jahrhundert lag das westliche Alsterufer noch außerhalb der Stadt und diente vorwiegend als Garten- und Weideland. Auch danach blieb dieser Bereich zunächst nur locker bebaut. Im Bereich der heutigen Staatsoper lag lange Zeit der städtische Kalkhof, auf dem Kalk (u. a. aus Segeberg) als Baumaterial zwischengelagert und über den Kalkgraben, einen Stichkanal auf Höhe der heutigen Großen Theaterstraße an- und abtransportiert wurde.
1738 wurde erstmals ein befestigter Uferweg vom Westende des (alten) Jungfernstiegs zur Lombardsbrücke angelegt und als „Neuer Jungfernstieg“ bezeichnet. Die Anlage und Bebauung der heutigen Straße erfolgte jedoch erst nach der Schleifung der alten Wallanlagen im Zusammenhang mit dem Bau der Esplanade um 1825. Dabei nutzte man die bei der Abtragung der Wälle anfallende Erde zur Aufschüttung eines geraden Dammes entlang des bisher unregelmäßigen Ufers. Die vorgelagerte Uferpromenade entstand später durch die Absenkung des Alsterpegels nach dem Großen Brand von 1842.

## Gebäude

### Ehemaliges Esso-Gebäude, später HWWA
Das Gebäude Neuer Jungfernstieg 21, am Nordende der Straße an der Ecke zur Esplanade gelegen, wurde als Verwaltungsgebäude der Esso AG erbaut. Viele Jahre lang war hier das aus dem ehemaligen Kolonialinstitut der Universität Hamburg hervorgegangene Hamburgische Weltwirtschaftsarchiv, das später unter dem Namen HWWA-Institut für Wirtschaftsforschung firmierte und zu den führenden Wirtschaftsforschungsinstituten Deutschlands zählte, angesiedelt. 2007 wurde das Institut aufgelöst: Der Forschungsbereich wurde zum HWWI, das seinen Sitz nun in der Heimhuder Straße in Rotherbaum hat. Der Bibliotheks- und Archivbereich ist im Gebäude am Neuen Jungfernstieg geblieben. Er gehört heute zur Deutschen Zentralbibliothek für Wirtschaftswissenschaften (ZBW). Weiter sind im Haus das German Institute for Global and Area Studies (GIGA) (früher Deutsches Übersee-Institut) sowie bis Anfang 2021 der Afrika-Verein beheimatet.

### Finnlandhaus

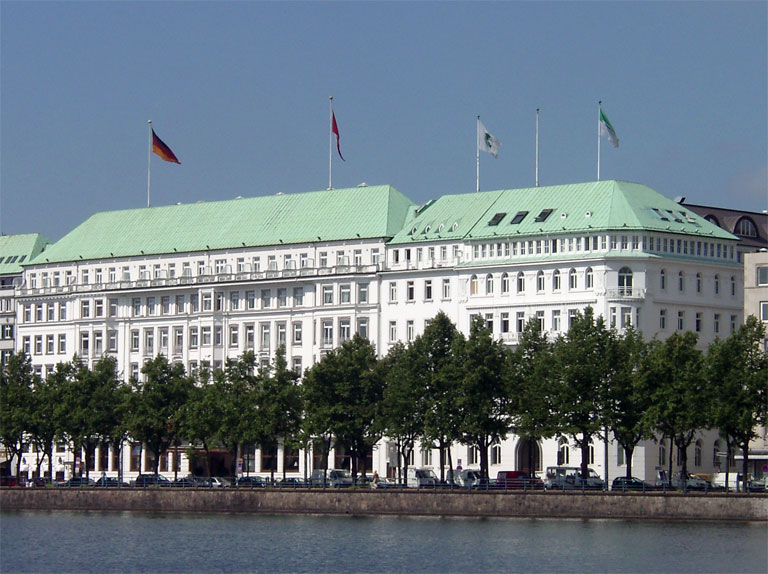
Das Hotel Vier Jahreszeiten am Neuen Jungfernstieg 9–14
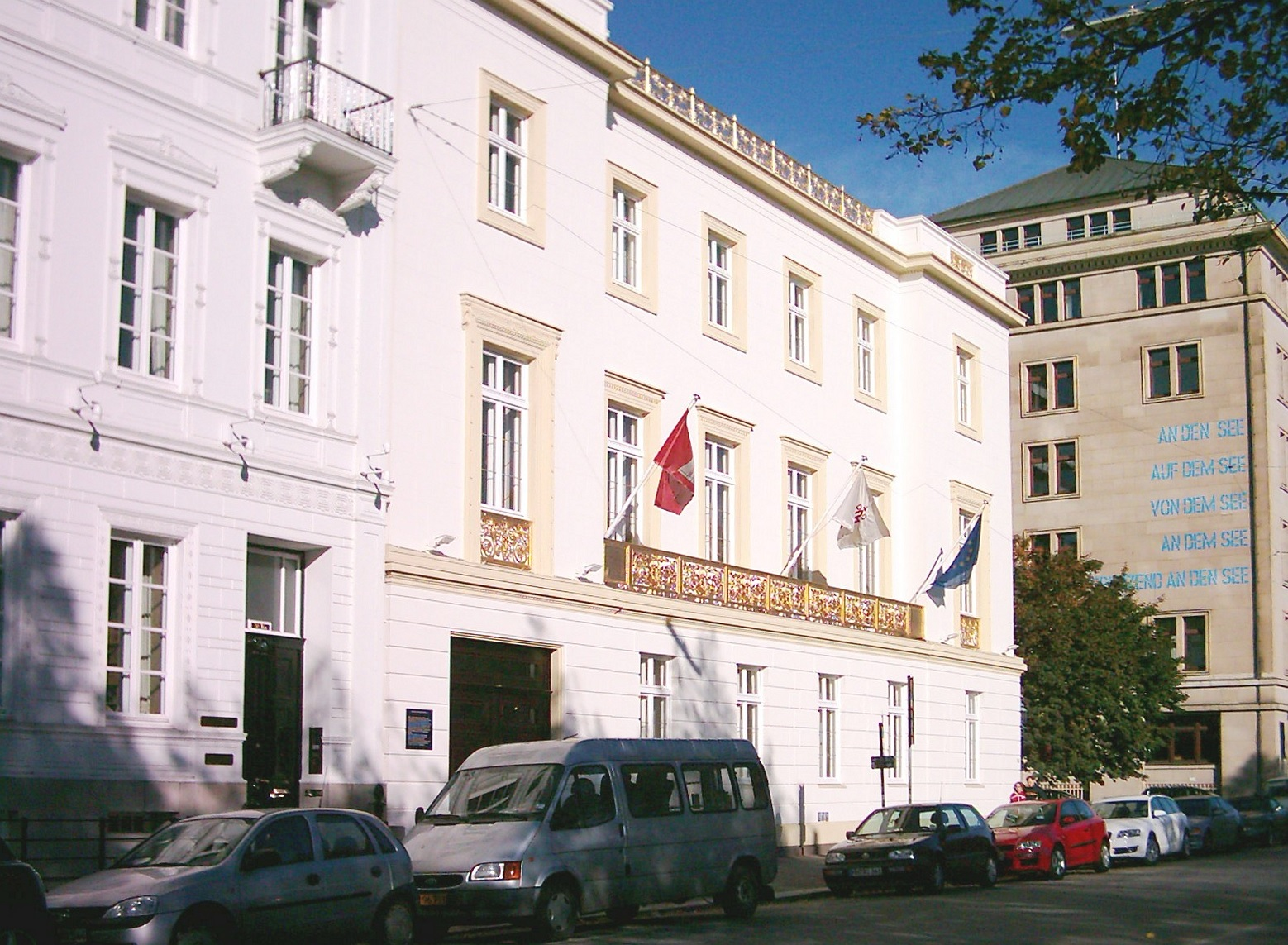
„Amsinck-Haus“ Neuer Jungfernstieg 19, 1831–33 von Franz Gustav Forsmann für den Hamburger Bankier Gottlieb Jenisch erbaut, Sitz des Übersee-Clubs.
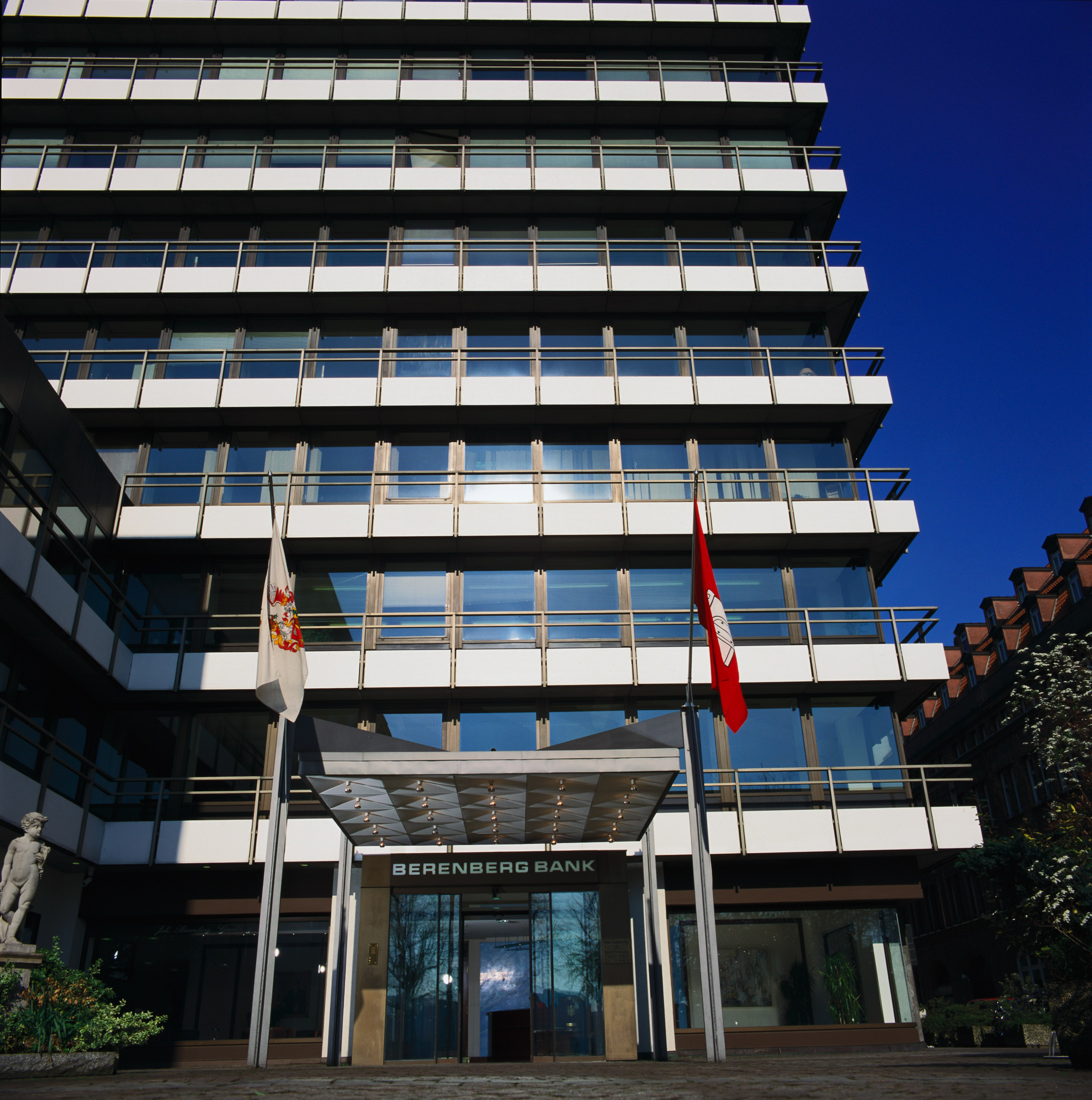
Bürogebäude der Berenberg Bank, das einzige Gebäude außerhalb der Bauflucht und ohne helle Fassade.
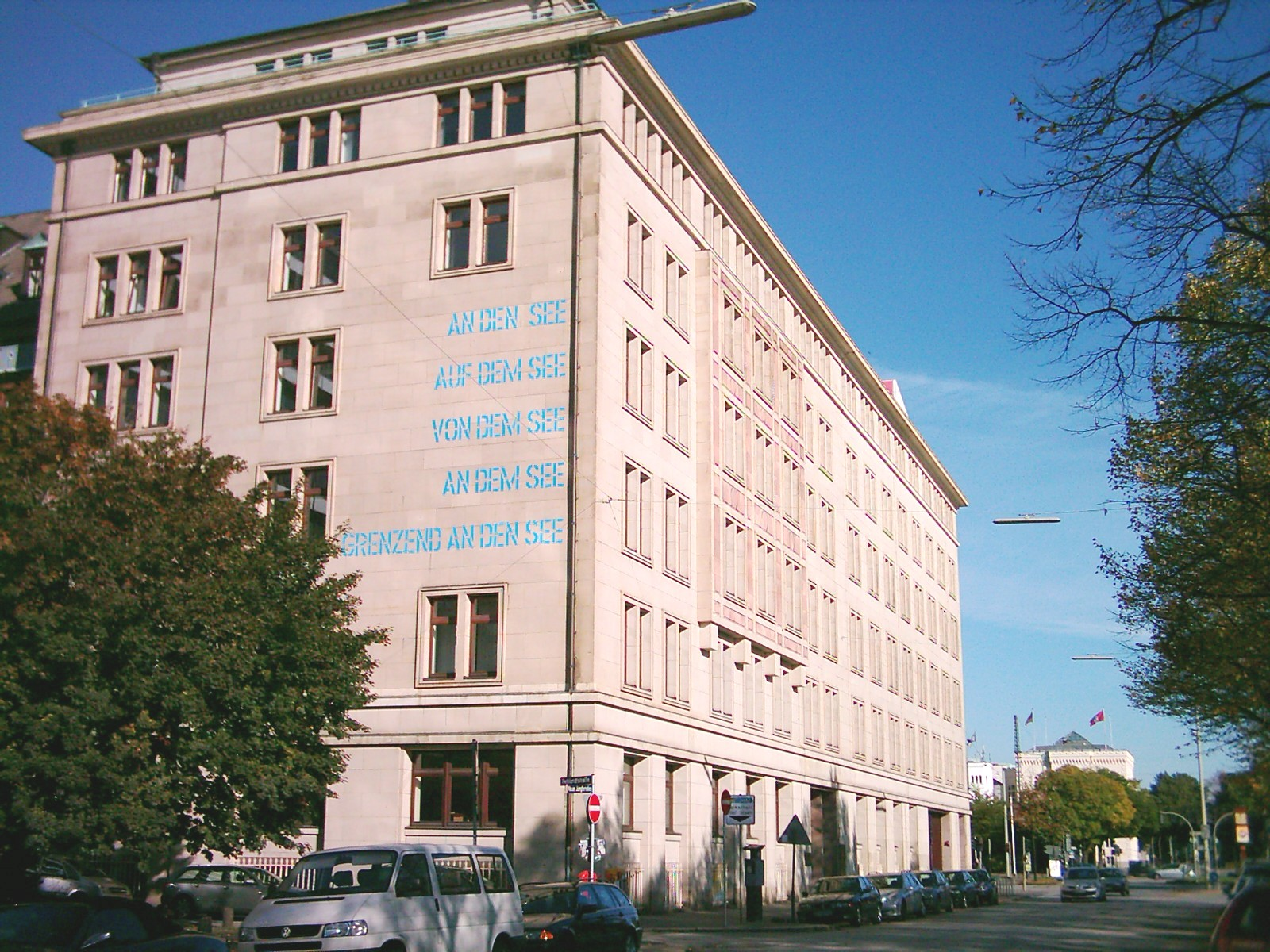
Neuer Jungfernstieg 21, heute u. a. Gebäude der ZBW.
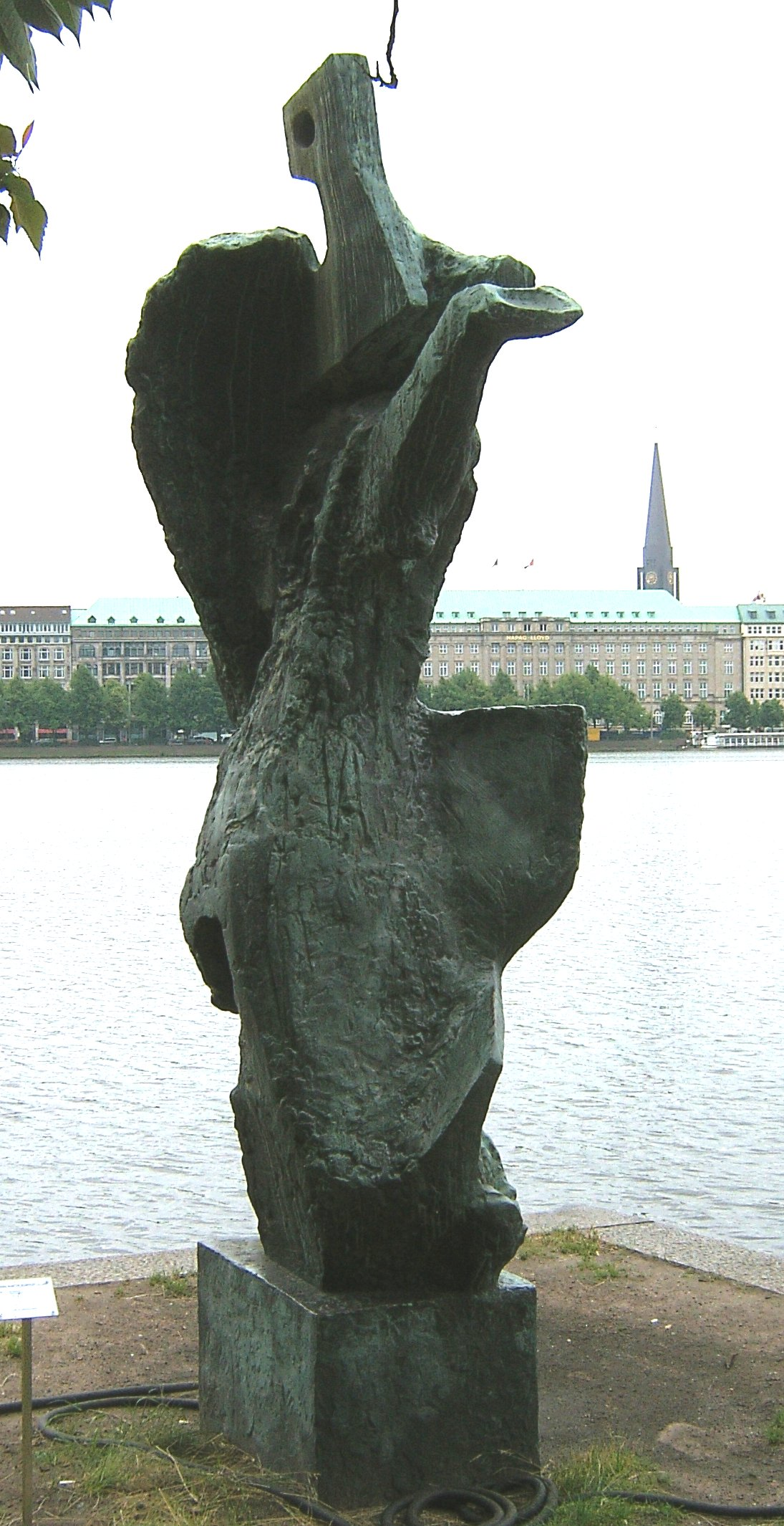
„Die Windsbraut“, Bronzeplastik an der Uferpromenade, 1986 von Hans Martin Ruwoldt geschaffen.